# Salvatore Commesso
Salvatore Commesso é um ciclista italiano, nascido a 28 de março de 1975 em Torre del Greco, na Cidade metropolitana de Nápoles.

## Biografia
Deu o salto a profissionais em 1998 com a equipa Saeco, ano no que brilhantemente se localizou no terceiro lugar no Grande Prêmio da Suíça e o Tour da Cidade do Cabo na África do Sul. Em 1999, converteu-se em campeão da Itália em estrada e ganhou a décima terceira etapa do Tour de France. Em 2000, ganhou a décima oitava etapa.
Em 2001, graças às suas vitórias em duas etapas (a terça e nona) na Volta a Portugal, ganhou com mérito a classificação dos pontos. Em 2001, converteu-se em campeão da Itália pela segunda vez, ganhou o Troféu Matteotti e o critério de Abruzzo. Após grandes sucessos nuns anos, e apesar de ficar décimo terceiro no Tour de Flandres em 2003 e conseguir uma medalha de bronze nos campeonatos da Itália, Commesso não pôde retomar com sucesso. Em 2005, depois da fusão do Saeco e Lampre, converte-se em membro da Lampre-Caffitta e consegue o segundo lugar do Tour de Veneza, o quarto lugar no Grand Prix da Ville de Camaiore e o quarto lugar da Copa Agostoni. Em 2006, sobre as cores da equipa Lampre-Fondital, que está a ponto de conseguir uma nova vitória no Tour de France, na décima quarta etapa de Gap fica por trás do ciclista francês Pierrick Fédrigo. Em 2007, incorporou-se à equipa profissional continental Tinkoff Credit Systems. Em 2008, sobre as cores da equipa continental profissional Preti Mangimi começa a sua décima temporada como ciclista profissional.

## Palmares
| 1996 - Giro del Mendrisiotto 1998 - 1 etapa do Giro del Capo 1999 - 1 etapa do Tour de France - Campeonato de Itália em Estrada - Grande Prêmio Nobili Rubinetterie 2000 - 1 etapa do Tour de France 2001 - 2 etapas da Volta a Portugal | 2002 - Campeonato da Itália em Estrada - Troféu Matteotti - Circuito di Calcinate 2003 - 3º no Campeonato da Itália em Estrada 2008 - 1 etapa do Tour de Luxemburgo |

## Resultados nas grandes voltas
| Corrida            | 1998 | 1999 | 2000 | 2001 | 2002 | 2003 | 2004 | 2005 | 2006 | 2007 | 2008 | 2009 | 2010 |
| ------------------ | ---- | ---- | ---- | ---- | ---- | ---- | ---- | ---- | ---- | ---- | ---- | ---- | ---- |
| Giro d'Italia      | -    | -    | -    | -    | -    | -    | -    | -    | -    | 55º  | -    | -    | -    |
| Tour de France     | -    | 38º  | 72º  | -    | -    | 81º  | 124º | 101º | 56º  | -    | -    | -    | -    |
| Vuelta a España    | 53º  | 68º  | -    | 135º | -    | -    | -    | -    | -    | -    | -    | -    | -    |
| Mundial em Estrada | -    | -    | -    | -    | -    | -    | -    | -    | -    | -    | -    | -    | -    |

-: não participa

Ab.: abandono

## Equipas
- Saeco (1998-2004)
- Lampre-Fondital (2005-2006)
- Tinkoff (2007)
- Preti Mangimi (2008)
- Meridiana Kamen (2009-2010)